# Transporte hectométrico

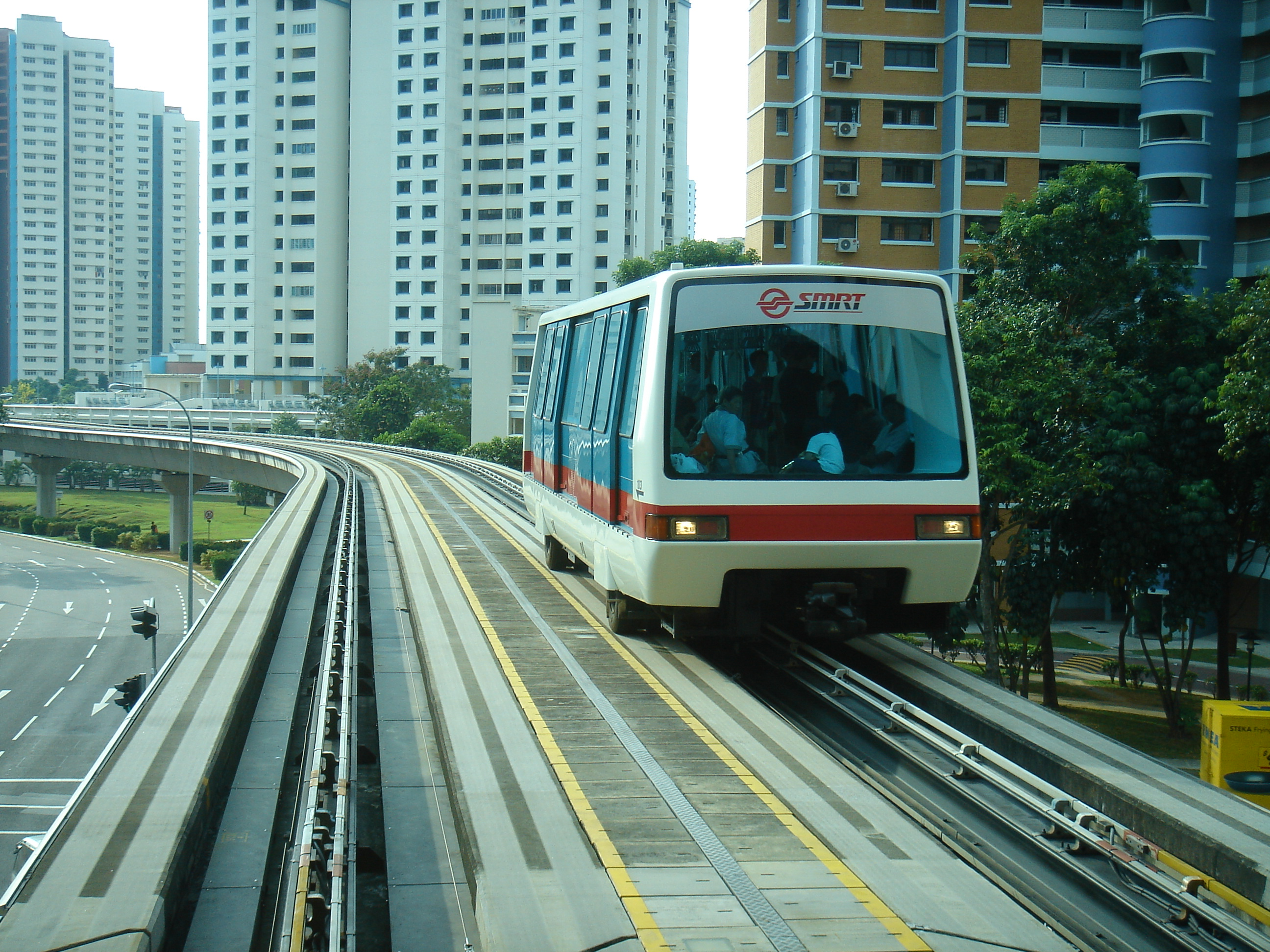
People Mover en la línea de Bukit Panjang en Singapur

Un transporte hectométrico, o más habitualmente People Mover (Transporte de gente), es un sistema de transporte ferroviario ligero totalmente automatizado formado por lanzaderas que viajan en pequeñas líneas.

## Terminología
El término generalmente se aplica en exclusiva para describir sistemas que sirven áreas pequeñas y de uso esporádico como aeropuertos o parques de atracciones de forma automática, al estilo de un ascensor horizontal. Hectométrico proviene del hecho de que este tipo de transporte suele tener una longitud de algunos centenares de metros. 
En un principio se llamaban así dos sistemas diferentes que fueron desarrollados al mismo tiempo: el Skybus, un prototipo automatizado de transporte de masas diseñado por Westinghouse en 1964, y el Goodyear People Mover, una atracción promocionada por Goodyear inaugurada en Disneyland en 1967. Actualmente el término People Mover es genérico, y puede utilizar diferentes tecnologías como el monorail o el Maglev. La propulsión puede deberse a motores convencionales embarcados, motores lineales o cables de tracción.

## Historia

### Línea férrea sin fin
Uno de los primeros sistemas automáticos para el transporte humano fue el sistema guiado por un eje atornillado Never-Stop-Railway (Ferrocarril sin fin) construido  para la British Empire Exhibition en Wembley, Londres, en 1924. Este ferrocarril consistía en 88 vagones no tripulados en una vía doble continua a lo largo de la zona norte y este de la exhibición, con raquetas de inversión en cada extremo.
Los vagones circulaban en una línea de ancho métrico, y eran propulsados por un tornillo sin fin situado entre los raíles. Ajustando en engranaje los vagones podían acelerar y frenar para recoger a los pasajeros en las estaciones. El ferrocarril funcionó durante los dos años de la exhibición, y posteriormente fue desmantelado.
Pequeñas secciones de esta línea y de líneas convencionales cercanas han sido propuestas para su reutilización.

### Goodyear y Stephens-Adamson
A finales de 1949, Mike Kendall, ingeniero jefe de Stephens-Adamson Co. preguntó a Al Nilson, ingeniero de la división industrial de Goodyear, si habían considerado trabajar en el diseño de sistemas People Mover. Preveía que la capacidad de Goodyear de mover gran cantidad de materiales en cintas deslizantes en sus fábricas podría ser utilizada para mover personas.
Cuatro años de diseño, desarrollo y pruebas llevaron a una patente conjunta de tres tipos de People Mover llamados Speedwalk, Speedramp y Carveyor. La intención era que Goodyear comercializara el producto y Stephens-Adamson fabricara e instalara los componentes.
El tipo Speedwalk consistía en una cinta rodante sobre una serie de rodillos o una superficie deslizante, que se desplazaba a 1,5 km/h (aproximadamente la mitad del paso humano). Estaba apoyada por un pasamanos rodante como el de las escaleras mecánicas. Los pasajeros se viajaban de pie sobre la cinta. La idea era instalarlo en aeropuertos, estaciones de tren, estadios, etc. Actualmente existen multitud de sistemas similares surgidos de este prototipo.
El tipo Seedramp consistía en una cinta similar pero utilizada para cambiar de nivel. El sistema cumplía la misma función que un ascensor pero con mayor capacidad y menor coste. La primera instalación, en la primavera de 1954, fue en la estación Hudson and Manhattan de Jersey para unir los trenes y el metro. Tenía 70 metros  de largo, en los que subía 6 metros con una inclinación de 15 grados y con un coste de tan sólo 75.000 dólares.
El tipo Carveyor consistían en pequeños cubículos con una capacidad de 10 personas para ir del punto A al punto B. Consiste en una cinta que rueda sobre rodillos motorizados. El propósito de los rodillos motorizados era el de facilitar una aceleración gradual en la cinta para evitar la tendencia de la cinta a estirarse en el arranque y en la parada. En el punto A los pasajeros entrarían en un Speedwalk paralelo a los vehículos del Carveyor. Los vehículos se moverían a la misma velocidad que el Speedwalk, los pasajeros entrarían en el vehículo y se sentarían, y la cinta aceleraría hasta llevar el vehículo a la velocidad de crucero (que era diferente según la distancia a recorrer. En el punto B los pasajeros desembarcaban a otro Speedwalk. Los vehículos al final entraban en una raqueta que los invertía para volver a iniciar el procedimiento en sentido contrario. El objetivo inicial era crear con este sistema una lanzadera en la calle 42 de Nueva York entre Times Square y la Grand Central Terminal.
El coronel Sidney H. Bingham, presidente del Consejo de Transportes de Nueva York, celebró varias reuniones con un grupo de arquitectos que trataban de modernizar el metro de Nueva York en el corazón de la ciudad, para conectar la Estación de Pensilvania, Madison Square Garden, Times Square, Grand Central Station y varios nuevos complejos de oficias. Varios de estos arquitectos participaban en otros programas de transporte público. Se desarrollaron muchas variaciones del sistema Carveyor.
En noviembre de 1954, la Autoridad de Tránsito de Nueva York lanzó un encargo a Goodyear y Stephens Adamson para construir un sistema completo de Carveyor entre Times Square y Grand Central Station. El coste era de menos de 4 millones de dólares, pero el encargo nunca se cumplió debido a dificultades políticas.
Muchos parques de atracciones como Disney World utilizaron variantes del sistema.

### Otros desarrollos
El término People Mover fue utilizado por Walt Disney, cuando él y sus ingenieros estaban trabajando en el nuevo Tomorrowland en Disneyland . El nombre fue utilizado como idea para una nueva atracción.
A partir de finales de 1960 y en la década de 1970, el transporte de personas fue tema de intenso desarrollo en todo el mundo. Las instituciones estaban preocupadas por la creciente congestión y la contaminación en las áreas del centro debido a la propagación de los coches, y comenzaron a estudiar sistemas de transporte masivo que redujeran los costes hasta el punto de cualquier ciudad pudiera darse el lujo de implementar un sistema de transporte en masa. La mayoría de estos sistemas utilizaban plataformas elevadas, que eran mucho más baratas de implementar que los túneles subterráneos. Sin embargo, la elevación causa problemas de ruido, especialmente en las curvas con cuando se utilizan carriles de acero. Se hicieron comunes rodaduras sobre neumáticos, e incluso se pensó en aerodeslizadores y trenes de levitación magnética.
Entre todos los desarrollos destacan dos: en Alemania, Mannesmann Demag y Messerschmitt-Bölkow-Blohm desarrollaron un sistema conocido como Cabinetaxi, y en los Estados Unidos se desarrolló un programa llamado Downtown People Mover Program. Cabinetaxi se compone de vehículos pequeños con entre cuatro y ocho asientos que se llamaban por los pasajeros como un ascensor y se dirigían directamente a su destino. Las estaciones estaban fuera de la línea principal permitiendo que los vehículos para parar se apartaran de las líneas principales mientras que el resto de vehículos sigue a su destino. El sistema fue diseñado para que los vehículos pudieran funcionar tanto en la parte superior como en la inferior de la pista (aunque no era fácil de convertir de una a la otra), lo que permite movimientos de doble sentido en un carril-guía elevado solo ligeramente más ancho que los vehículos. Una pista de ensayo se completó en 1975 y funcionó hasta que el desarrollo se completó en 1979, pero el desarrollo no continuó y las empresas abandonaron el sistema poco después.
El Downtown People Mover Programera un programa financiado por una ley federal de 1966 que condujo al desarrollo de los sistemas People Mover. Cuatro empresas presentaron diseños: Rohr, ROMAG, LTV, Ford y Otis. Una gran presentación de los sistemas se organizó como Transpo'72 en el aeropuerto de Dulles, donde los distintos sistemas se presentaron a las delegaciones de numerosas ciudades de los Estados Unidos. Se construyeron varios prototipos y pistas de pruebas durante la década de 1970, aunque al comienzo de la década de 1980 la mayoría de los políticos habían perdido interés en el concepto. Sólo dos líneas fueron construidas como parte del programa, el Metromover de Miami y lel Detroit People Mover.

### Actualidad

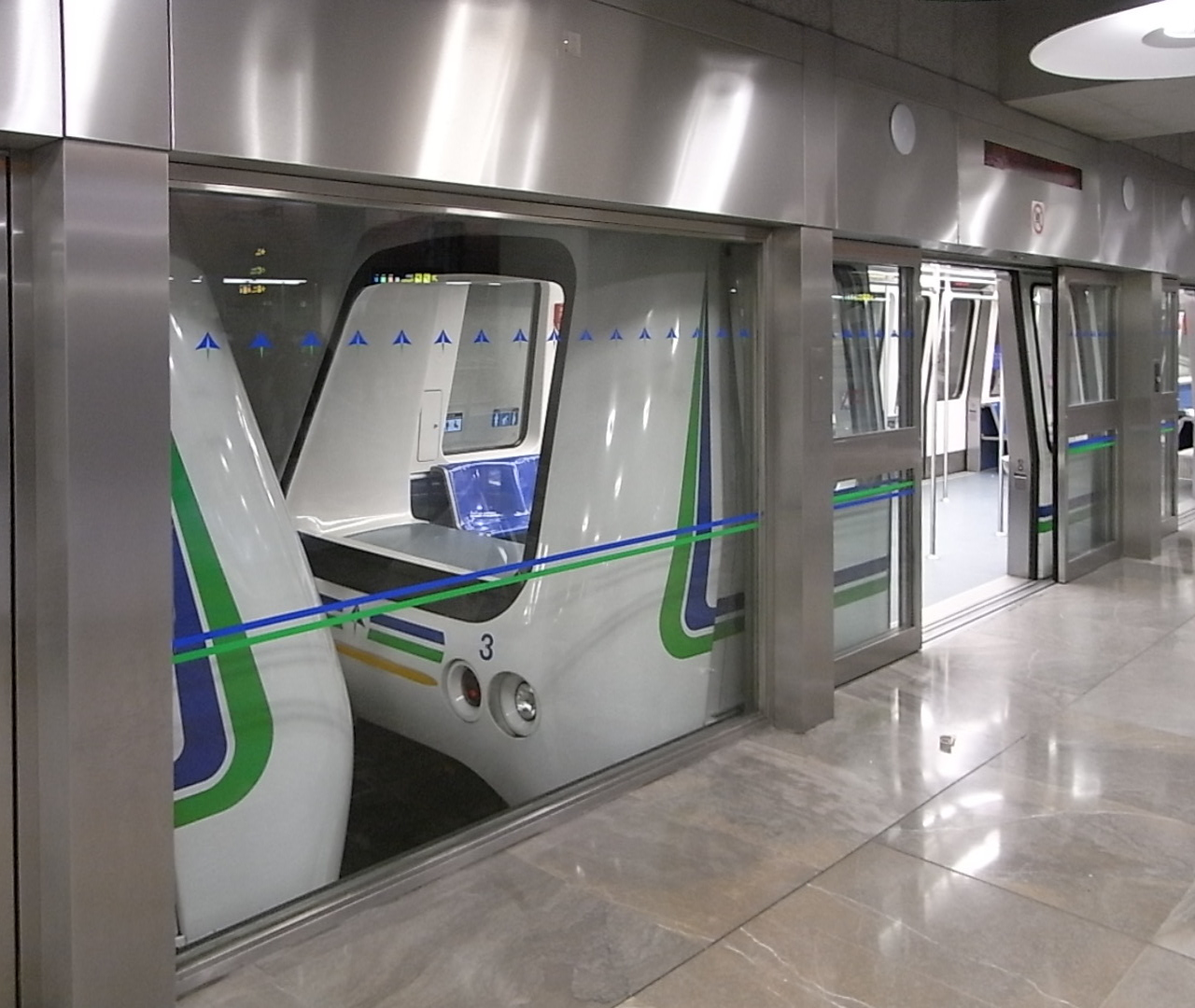
Transporte hectométrico del Aeropuerto de Madrid-Barajas.

Aunque estos sistemas financiados por el gobierno fueron considerados un fracaso, varios sistemas desarrollados independientemente han tenido mucho más éxito. 
Algunos sistemas de metro pesado parten de estos conceptos, como el Docklands Light Railway de Londres o el VAL francés. 
En la red de Metro de Bilbao un people mover une la estación de Santurce con el barrio de Mamariga a través de un conducto subterráneo, conocido como Lanzadera a Mamariga.
Los sistemas que son propiamente people mover son utilizados ampliamente en los aeropuertos. El primero en un aeropuerto se instaló en 1971 en el Aeropuerto Internacional de Tampa en Estados Unidos, y posteriormente se han hecho habituales en aeropuertos de todo el mundo. El 5 de febrero de 2006 entró en funcionamiento el primer transporte hectométrico de un aeropuerto español, que conecta las terminales 4 y 4S del Aeropuerto de Madrid-Barajas.
El Peachliner de Komaki, Japón, fue el 30 de septiembre de 2006 el primero en cesar operaciones.

## Ejemplos
- Brasil

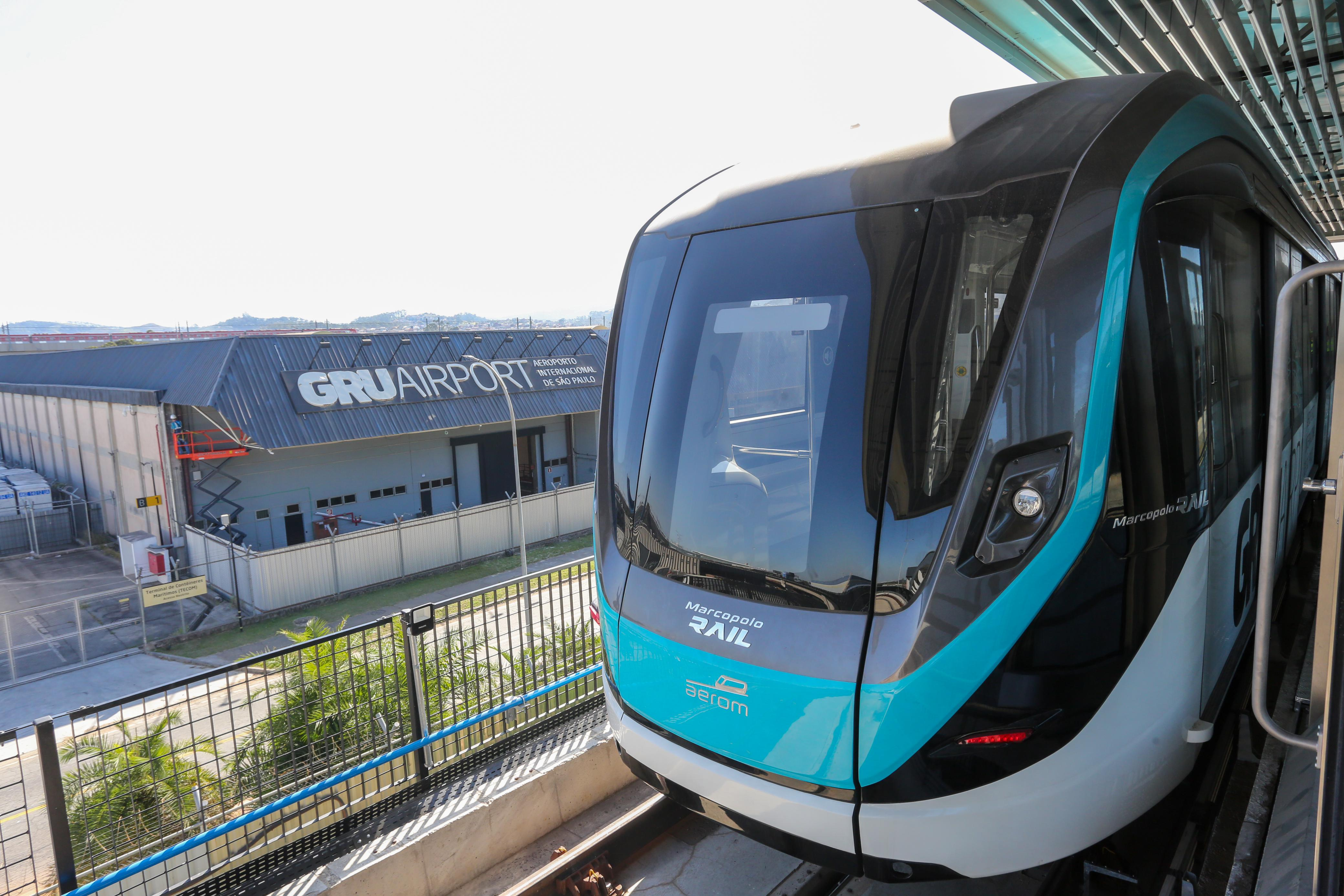
Transporte hectométrico del Aeropuerto Internacional de São Paulo-Guarulhos.

  - Aeromóvil del Aeropuerto Internacional de São Paulo-Guarulhos En servicio desde 2025.
  - Aeromóvil del Aeropuerto Internacional Salgado Filho En servicio desde 2013.

- México
  - Aerotrén del Aeropuerto Internacional de la Ciudad de México. En servicio desde 2007. (Es un sistema impulsado por cables, no debe confundirse con el Aeromóvil, tecnología brasileña cuya propulsión es a chorro de aire)

- Venezuela
  - Cabletrén Bolivariano  de Petare (área metropolitana de Caracas). En servicio desde el 14 de agosto de 2013.